# La chiamata dei tre
La chiamata dei tre (The Dark Tower II: The Drawing of the Three) è il secondo romanzo fantasy della serie La Torre Nera scritto da Stephen King e pubblicato da Donald M. Grant nel maggio 1987. La serie è ispirata al racconto Childe Roland alla Torre Nera giunse di Robert Browning. Il sottotitolo di questo romanzo è Rinnovamento.

## Trama
Questo libro è il seguito di L'ultimo cavaliere, Roland di Gilead, e della sua ricerca della Torre Nera. Il libro inizia con Roland che si sveglia su una spiaggia e dopo essere stato morso da un Aramostra che gli trancia due dita, trova tre porte. Ognuna di loro si apre su New York in differenti momenti della storia (rispettivamente 1987, 1964 e 1977) e quando Roland le oltrepassa chiama a sé i compagni che si uniranno a lui nel viaggio verso la Torre.
La prima porta (chiamata il "Prigioniero") conduce a Eddie Dean, un eroinomane che spaccia cocaina per la mafia. Eddie decide di mettere il suo destino nelle mani di Roland, nonostante i molti dubbi cui saltuariamente dà sfogo anche in maniera violenta. Queste reazioni violente di Eddie erano incoraggiate anche dalla morte del fratello Henry per overdose, che era sempre stato per lui un punto di riferimento.
La seconda porta (la "Signora delle Ombre") conduce a Odetta Holmes, una donna di colore che, come molte delle sue contemporanee, è un'attivista dei diritti civili, ma a differenza di loro, è molto ricca e ha perso le gambe dopo un incidente in metropolitana. Odetta ha anche un violento alter ego di nome Detta Walker di cui ignora l'esistenza. Nel momento in cui il corpo di Odetta è trascinato nel loro mondo Roland e Eddie sono obbligati a lottare con entrambe queste personalità. Alla fine Roland costringerà le due personalità a prendere ognuna coscienza dell'altra. Odetta Holmes e Detta Walker diventano così una donna nuova: Susannah Dean, chiamata così perché diventa la compagna di Eddie.
La terza porta che Roland incontra non porta a un nuovo compagno, piuttosto a un avversario di nome Jack Mort, colui che aveva ucciso Jake gettandolo sotto una macchina in corsa. Inoltre è responsabile degli incidenti di Odetta: un mattone lanciato da un palazzo sulla testa della donna quando era ancora bambina, che causa lo sdoppiamento di personalità, e la caduta sui binari della metropolitana di New York, causa della mutilazione. Per queste atrocità Roland decide di uccidere Jack Mort gettandolo a sua volta sui binari della metropolitana e finendo travolto. Il racconto finisce in una foresta dove i nostri eroi si accampano e Roland comincia a insegnare ai suoi nuovi compagni le leggi di quel mondo a loro sconosciuto e non senza difficoltà.
Ognuna di queste persone è essenziale per Roland al fine di continuare la ricerca. Sono tutti parte di un ka-tet, definito come "uno da molti" e "condivisione dello stesso destino".

## Edizioni
- Stephen King, La chiamata dei tre, traduzione di Tullio Dobner, Sperling & Kupfer, 1990,  p. 472, ISBN 88-200-1030-5.
- Stephen King, La chiamata dei tre, traduzione di Tullio Dobner, Sperling & Kupfer, 2003,  p. 345, ISBN 88-8274-589-9.
- Stephen King, La chiamata dei tre, traduzione di Tullio Dobner, Sperling & Kupfer, 2014,  p. 345, ISBN 978-88-6836-173-0.
- Stephen King, La chiamata dei tre, traduzione di Tullio Dobner, Sperling & Kupfer, 2017,  p. 359, ISBN 9788868363673.